# Rage at Dawn
Rage at Dawn és un western estatunidenc dirigit per Tim Whelan, estrenat el 1955.

## Argument
El 1866, al sud d'Indiana, el grup dels germans Reno terroritza la regió atracant bancs i saquejant trens, amb la complicitat de notables locals que tanquen els ulls sobre les seves activitats, agafant de passada la seva "comissió". Els habitants del sector, cansats d'aquesta situació, apel·len a l'Agència Nacional de Detectius Pinkerton que hi envia un dels seus agents. Les informacions recollides permeten organitzar una emboscada en un nou atac de banc, però els germans Reno se n'escapen (excepte un que és mort). Descobreixen poc després que l'agent en qüestió és el cambrer Murphy i l'assassinen. L'agència envia llavors un nou home, James Barlow, que aconsegueix infiltrar-se al grup afalagant la germana dels Reno, Laura, i fent-se ell passar mateix per un atracador.

## Repartiment
- Randolph Scott: James Barlow
- Forrest Tucker: Frank Reno
- Mala Powers: Laura Reno
- J. Carrol Naish: Simeon 'Sim' Reno
- Edgar Buchanan: El jutge
- Myron Healey: John Reno
- Howard Petrie: L'advocat Lattimore
- Ray Teal: El xèrif de Seymour
- William Forrest: William Peterson
- Denver Pyle: Clint Reno
- Trevor Bardette: Fisher
- Kenneth Tobey: Monk Claxton

I, entre els actors que no surten als crèdits:
- Phil Chambers: El xèrif-adjunt Cortright
- Richard Garland: Bill Reno
- Arthur Space: Murphy, el cambrer